# Leopold Jansa
Leopold Jansa (23. března 1795 Ústí nad Orlicí – 25. ledna 1875 Vídeň) byl český houslista, skladatel a hudební pedagog.

## Život
Základy hudebního vzdělání získal v Ústí u místního kantora Jahody a varhaníka Zizia. Maturoval na gymnáziu v Brně a odešel do Vídně studovat práva. Zde se spřátelil se skladatelem Janem Václavem Voříškem a s mecenášem umění J. N. Ziziem, patrně příbuzným svého prvního učitele. Po dvou letech studia práv zanechal a zcela se věnoval hudbě. Skladbu studoval u vídeňského skladatele a pedagoga Emanuela Förstra.
V roce 1823 se stal členem orchestru hraběte Vilém Brunšvického. Zde pobyl pouze jeden rok, protože v následujícím roce se stal členem orchestru dvorní opery ve Vídni a profesorem vídeňské konzervatoře. Kromě toho se věnoval sólové koncertní činnosti. Založil smyčcové kvarteto (Karl Holz - druhé housle, Karl Traugott Queisser - viola a Josef Linke - violoncello), se kterým pořádal každoročně cyklus kvartetních večerů. Tyto koncerty byly hodnoceny jako nejvýznamnější hudební událost vedle koncertů Filharmoniků.
V roce 1850 pořádal v Londýně koncert, jehož výtěžek byl věnován ve prospěch uherských uprchlíků. To rozlítilo císaře Františka Josefa I. natolik, že byl okamžitě zbaven místa v orchestru i místa profesora na konzervatoři. Zůstal v Londýně a živil se občasnými koncerty. V roce 1869 se vrátil do Vídně, byl omilostněn a obdržel i státní penzi. V hudební kariéře však již nepokračoval
Jeho hudba však zcela nezapadla. Zůstala trvalou součástí repertoáru komorních souborů. O její životnosti svědčí i to, že v roce 2008 bylo v Itálii založeno Trio Jansa, které tak úspěšně šíří skladatelovo jméno ve světě.

## Dílo
Komponoval výhradně komorní skladby a skladby pro housle. François-Joseph Fétis v  uvádí čtyři houslové koncerty. Dochoval se však pouze jeden (op. 83).
Z dalších skladeb:
- Variace na Meyerbeerovu Hvězdu severu, op. 8
- Variace na Gluckovo téma, op. 9
- Variace na Mozartovo téma, op. 11
- Variace na uherské téma, op. 14
- Variace brilantní, op. 25
- Variace na tři témata Rossiniho, op. 67
- Fantazie op. 32

Dnes je živá jeho instruktivní literatura, zejména houslová dueta.